# 朗纳·斯文松 (摔跤运动员)
朗纳·斯文松（瑞典語：Ragnar Svensson，1934年6月22日—），瑞典男子摔跤运动员。他曾代表瑞典参加1960年、1964年和1968年夏季奥林匹克运动会摔跤比赛，最好名次是1968年奥运会的第四名。